# Grofija Flandrija
Grofija Flandrija (nizozemsko Graafschap Vlaanderen, francosko Comté de Flandre) je bila zgodovinska grofija na Nizozemskem. Od leta 862 so bili flandrijski grofje eni od prvotnih dvanajst pairov Francoskega kraljestva. Flandrijske posesti okoli Genta, Brugesa in Ypresa so več stoletij spadale med najvplivnejše evropske regije.
Do leta 1477 je bilo pod francosko suverenostjo samo ozemlje zahodno od reke Šelde, ki se je imenovalo Kraljeva Flandrija (nizozemsko Kroon-Vlaanderen, francosko Flandre royale).  Poleg tega ozemlja so flandrijski grofje od 11. stoletja posedovali tudi ozemlje na drugem bregu Šelde, ki je bilo fevd Svetega rimskega cesarstva in se je imenovalo Cesarska Flandrija (holandsko Rijks-Vlaanderenor, francosko  Flandre impériale).  Del Burgundijske Nizozemske, ki je bil v francoski posesti od leta 1384, se je s podpisom Madridske pogodbe leta 1526 in Cambraiske pogodbe leta 1529 priključil k Svetemu rimskemu cesarstvu. 
Leta 1795 je bilo preostalo ozemlje znotraj Avstrijske Nizozemske vključeno v Francosko prvo republiko in je leta 1815 prešlo v novoustanovljeno Združeno kraljestvo Nizozemske. Nekdanja Grofija Flandrija, razen Francoske Flandrije, je edini del srednjeveškega Francoskega kraljestva, ki ni del sodobne Francije. 

## Ime
Izraza Flandrija in Flamska  (nizozemsko Vlaanderen, Vlaams) izhajata verjetno iz frizijskih izrazov  *flāndra in  *flāmisk (starofrizijsko flamsk), katerih koren je germanski *flaumaz in pomeni  poplavo. Obalne dele Flandrije je od 3. do 8. stoletja dvakrat na dan poplavila plima Severnega morja, v tem času pa so obalo pogosto obiskovali frizijski trgovci z živino. Flandrija je bila naseljena  verjetno večinoma s Frizijci.
Flandrijci so v pisnih virih prvič omenjeni v biografiji svetega Eligija (okoli 590-660) z naslovom Vita sancti Eligii. Delo je bilo napisano pred letom 684, vendar je znano šele od leta 725. V biografiji so omenjeni  kot Flanderenses, ki živijo v Flandris.

## Ozemlje
Ozemlje zgodovinske Grofije Flandrije je zdaj del Belgije, Francije in Nizozemske. 
- Belgija: 
  - dve od petih flandrijskih provinc: Zahodna Flandrija in Vzhodna Flandrija
  - del fladrijske province Antwerpen: Bornem
  - del valonske province Hainaut: Tournaisis in ozemlje okoli Moeskroena, ki od leta 1962 spada v Zahodno Flandrijo

- Francija:
  - Francoska Flandrija (v departmaju Nord)
  - francoski Westhoek (Zahodni kot): okolica Dunqurquea, Berguesa in Bailleula, kjer je bil glavni jezik flandrijščina
  - Lilloise Flanders, kjer je bil glavni jezik pikardščina, zelo sorodna francoščini
  - Artois (v departmaju Pas-de-Calais), ki je bil leta 1191 izločen iz Flandrije in je leta  1237 postal samostojna grofija

- Nizozemska:
  - Zeelandska Flandrija, ozemlje med Belgijo in Zahodnim Scheldtom v južnem delu nizozemske province Zeeland, ki je bil od leta 1581 del Generalnih dežel pod oblastjo Nizozemske republike.

## Zastava in grb
Grb Grofije Flandrije je domnevno zasnoval Filip Alzaški, ki je bil flandrijski grof od leta 1168 do 1191. Na njem je črn lev na zlatem polju. V zgodbi  o bitki pri zlatih ostrogah, znani tudi kot bitka pri Courtraiu, igrata grb in bojni krik Vlaendr'n den leeuw (Flandrija, lev) ključno vlogo v tvorbi flandrijske narodne zavesti. Grb grofije se je zato ohranil kot grb belgijske Flandrijske skupnosti. 
Filip Alzaški naj bi zastavo z levom prinesel iz Svete dežele, kjer naj bi jo domnevno zaplenil saracenskemu vitezu. Zgodba je seveda izmišljena, saj se je lev na njegovem osebnem grbu pojavil že leta 1163, ko sploh še ni bil v Levantu.  Filip je v resnici samo sledil evropskim trendom, saj so se levi v tem obdobju pojavili tudi na grbih Brabanta, Luksemburga, Nizozemske, Limburga in drugod. Zanimivo je, da se je lev kot heraldični simbol pojavil predvsem v obmejnih delih Svetega rimskega cesarstva in deželah, ki so mejile z njim. Zgleda, da so z levom poskušali simbolizirati neodvisnost od cesarja, ki je imel v svojem osebnem grbu orla. V Evropi je bil lev dobro znan že od rimskih časov iz pripovedi, med katere so spadale tudi Ezopove basni.

## Zgodovina

### Stari vek
Ozemlje kasnejše Grofije Flandrije je bilo naseljeno že v prazgodovini. V železni dobi je bila na griču Kemmelberg pomembna keltska naselbina. 
V času Julija Cezarja so na tem ozemlju prebivali Belgi, mešanica keltskih in germanskih plemen iz severne Galije. Med flandrijska plemena so spadali Menapijci, Morini, Nervijci in Atrebati. Njihovo ozemlje je Julij Cezar osvojil leta 54 pr. n. št.. Prebivalstvo se je od 1. do 3. stoletja delno romaniziralo. Obrambna črta Rimskega cesarstva je postala rimska cesta, ki je povezovala  Oppidum Ubiorum (Köln) in Bononio (Boulogne-sur-Mer). Južno od ceste se je galsko-rimsko prebivalstvo vzdrževalo samo, severno od nje pa je nastalo nikogaršnje ozemlje, ki je trpelo zaradi stalnih poplav Severnega morja.  
Na obalna področja in izliv Šelde so se začela postopoma naseljevati saška plemena. Rimljani so k Sasom prištevali  Angle, Sase, Jute in Herule.  Obalna obramba okoli Boulognea in Oudenburga, imenovana Litus Saxonicum, je delovala približno do leta 420. Utrdbe so branili saški vojaki. Od tod so se začeli Toksandri in Salijski Franki širiti v Rimsko cesarstvo. Prvi vdor na ozemlje Atrebatov so leta 448 odbili pri Vicus Helena. Po umoru rimskega generala Flavija Ecija leta 454 in rimskega cesarja Valentinijana III. leta 455 niso Salijski Franki naleteli na nikakršen odpor. Kralj Klodion je iz Duisburga osvojil Cambrai in  Tournai in prodrl do Some. Po njegovi smrti sta nastali dve salijski kraljestvi. Hilderik I. se je  leta 463 pojavil kot tournaiski kralj in rimski zaveznik proti Vizigotom in upravnik rimske province Druge Belgije. Njegov sin Klodvik I. je po letu 486 osvojil celo severno Francijo.

### Srednji vek
Na zapuščeno obalo in v porečje Šelde so v 4. stoletju začeli maseljevati Sasi in Franki iz pokrajin vzhodno od Rena in obdržali svojo germansko kulturo in jezik. V 5. stoletju so se v sedanjo severno Francijo in Valonijo, zlasti okoli mest Courtrai, Tournai  in Bavay, naselili Franki in se prilagodili lokalni galsko-rimski populaciji. Od 6. stoletja  so se Franki iz Porenja in druga germanska plemena iz Nizozemske in Nemčije začeli naseljevati  tudi na nikogaršnje ozemlje na severu. 
Prvi val poganskih priseljencev na sedanje flandrijsko ozemlje so spremljali poskusi misijonarjev, da bi jih  pokristjanili, vendar jim to ni najbolj uspelo. Cerkev je začela ponovno oživljati škofije, običajno z istimi naravnimi mejami, kot so jih imele v rimskem obdobju. Naravna meja med škofijama Cambrai in  Tongerem je bil  pragozd Silva Carbonaria, med škofijana Cambrai in  Tournai pa reka Šelda. Za  škofiji v Arrasu in Tournaju sta bila zadolžena Vedast (ali Vaast) in Elevterij Tournajski. Nobena škofija ni  obdržala svoje samostojnosti. V 6. stoletju so h Cambraiu priključili škofijo Atrecht, v 7. stoletji pa so enako storili s škofijama Tournai in Noyon.
Na koncu 6. stoletja je na severu kasnejše Neustrije nastala vojvodina  Dentelin. Vojvodina je domnevo obsegala škofije Boulogne, Terwaan, Atrecht, Tournai, Cambrai in  Noyon, se pravi severozahodno regijo od  Severnega morja do Silvae Carbonariae in se je približno ujemala s kasnejšo Flandrijo.  Njena primarna vloga je bila vojaško in strateško zastraševanje Frizijcev in Sasov pred morebitnimi vdori.  Kasneje je postala ogelni kamen v obrambi Merovinškega cesarstva. Leta 600 je bil kralj Klotar II. prisiljen vojvodino Dentelin začasno odstopiti Avstraziji, po ustanovitvi dualne monarhije leta 622/623 pa so mu jo vrnili.

### 7. in 8. stoletje
Proti koncu 6. stoletja in v 7. stoletju se je pojavil nov val priseljencev iz zahodnega Pas-de-Calaisa. To ozemlje je bilo v 5. stoletju germanizirano, potomci Sasov in Frankov pa so se naselili v kasnejši Flandriji in vojvodini Brabant. Nove skupine priseljencev so prišle tudi iz Nizozemske in Nemčije. Priseljenci so svoja naselja pogosto poimenovali po svojem germanskem voditelju, tako da so njegovemu imenu pripisali  -inga haim. Naziv X-inga haim, na primer, je pomenil Naselje plemena X.  Primer: naziv mesta Petegem izhaja  iz Petta-inga-haim, ki je pomenil naselje plemena Petta. 
Kolonizacija in germanizacija Flandrije je potekala predvsem v 6. in 7. stoletju. V 7. stoletju je število prebivalcev naraslo do te mere, da se je začela ponovno graditi verska, vojaška in upravna infrastruktura. Na jezikovnem področju se je stanje stabiliziralo. V 8. stoletju je regija postala dvojezična z jasno mejo med obema jezikoma. V Pas-de-Calaisu, ki je bil dolgo časa gosto naseljen, se je jezikovna meja pojavila v 6.-7. stoletju, v 9. stoletju pa se je začela romanizacija, ki še vedno  traja.
Poskusi pokristjanjevanja, ki sta jih opravila škofa Elevterij in Vedast v 6. stoletju, so večinoma propadli.  Nov val pokristjanjevanja se je začel pod vplivom kralja Dagoberta I. (vladal 623–634). Kralj je imenoval več navdušenih misijonarjev iz južnih delov kraljestva in jih poslal na sever. Misijonarji so bili zadolženi za ustanavljanje samostanov in opatij, ki naj bi postali središča širitve krščanstva v pogansko okolje. Leta 649 je Avdomar ustanovil opatijo v Sithiu (kasnejša opatija Saint Bertin), leta 680  pa Aubert opatijo St. Vaast pri Arrasu. Pokristjanjevanje prebivalstva so opravili predvsem misijonarji, med njimi  Amandus (opatija St. Bavos in opatija St. Peter v Gentu) in Eligij (obalna regija in Antwerpen). Eligij je ob svojem prihodu v regijo okoli leta 650 prvi omenil besedo Flandrija. 
V 7. stoletju so se na flandrijskem ozemlju pojavili prvi gaui ali pagi, ki so bili upravne podenote civitates.  Gaui so v 7. in 8. stoletju postali osnovne upravne enote Grofije Flandrije. Pagus Tornacensis je nastal že okoli leta 580. V 7. stoletju so nastali pagus Cambracinsis (663), pagus Toroanensis (649) in pagus Bracbatensis (konec stoletja). Iz 8. stoletja so znani pagus Rodaninsis (707), pagus Gandao (prva četrtina 8. stoletja), pagus Mempiscus (723) in pagus Flandrensis  (okoli 745), ki so se prištevali tudi med merovinške gaue.

### Karolingi
Leta 751 so karolinški majordomi uspeli strmoglaviti Merovinge in si prisvojili  frankovski prestol. Zadnjega merovinškega kralja Hilderika III. so zaprli v kasnejšo opatijo  sv. Bertina in  sv. Omerja in mu odrezali dolge lase, simbol kraljevske moči. Karel Veliki je nasledil svojega očeta Pipina Malega v Nevstriji in Avstraziji, po smrti brata Karlmana pa je pod svojo oblastjo združil celo Frankovsko cesarstvo. Čeprav je imel sedež v Aachnu, je večino časa preživel na potovanju po svojem cesarstvu. Leta 811 je pregledal ladjevje, ki ga je ukazal zgraditi v Boulogneu in Gentu za obrambo proti Vikingov.
Regija, ki se je kasneje vključila v Flandrijo, je bila gospodarsko uspešna. Na Šeldi je imela pristanišča Gent, Tournai,  Valenciennes,  Cmbrai in  Lambres, na reki Scarpe Douai, na morju pa Quentovic, Boulogne in  Isère ob izlivu reke Yser. Razen tega je imela več bogatih opatij, med njimi  St. Bertin, St. Bavo,  St. Amandin in St. Vaast.
Karla Velikega je nasledil sin Ludvik Pobožni. Karlovi trije sinovi so se že takrat, ko je bil Karel  še živ, začeli boriti za njegovo zapuščino in nazadnje sklenili večstranske pogodbe, od katerih je bila dokončna Verdunska pogodba, podpisana leta 843. Iz Frankovskega cesarstva so nastala Vzhodnofrankovsko,  Srednjefrankovsko  in Zahodnofrankovsko kraljestvo, katerega je nasledil  Karel Plešasti. V slednje je bila vključena tudi prvotna Grofija Flandrija, ki se je v grobem raztezala med Oudenburgom, Aardenburgom in Torhoutom. 
Ko je kraljevska rodbina v Srednjefrankovskem kraljestvu izumrla, sta si z Meerssensko pogodbo  leta 870 njeno ozemlje razdelila Vzhodnofrankovsko in Zahodnofrankovsko kraljestvo. Zahodna Evropa je bila zdaj razdeljena na trdno Zahodnofrankovsko državo, kasnejšo Francijo, in ohlapno konfederacijo kneževin, iz katerih  je nastalo Sveto rimsko cesarstvo. Meja med obema silama je bila reka Šelda, ki je pred tem razmejevala Zahodnofrankovsko  in Srednjefrankovsko državo. Meja se ni spremenila do vladavine cesarja Svetega rimskega cesarstva Karla V. (vladal 1519-1556).

### Rast (864-1071)
Evropa je po smrti Karla Velikega zašla v globoko vojaško, gospodarsko in politično krizo. S severa so jo napadali Vikingi, z vzhoda Ogri in z juga Saraceni, kar je pustilo globoke posledice.  Frankovski kraljestvi kot največji evropski sili nista bili sposobni organizirati  učinkovite obrambe, zato je prebivalstvo izgubilo vero in zaupanje v svoje vladarje. Zatišje moči je izkoristilo nekaj močnih lokalnih posameznikov, od katerih so bili mnogi povezani s Karlom Velikim.
Grofija Flandrija je nastala iz gaua pagus Flandrensis, ki ga je upravljala rodovina Forestiers. Na to mesto jo je imenoval Karel Veliki, ki je imel zasluge, da so se majhna in razdrobljena fevdalna ozemlja v višjih delih Flandrijske doline združila v večja. Forestiersi so na relativno pustem ozemlju utrdili tudi cerkvene posesti.
Prvi flandrijski grof je bil Balduin I., ki je bil za grofa imenovan leta 862. Z njegovim imenovanjem je povezana romantična zgodba:  Balduin je ugrabil Judito, hčerko zahodnofrankovskega kralja Karla Plešastega, ki je bila pred tem poročena z dvema angleškima kraljema, in zavrnil kraljevo zahtevo, da mu jo vrne. Po papeževem posredovanju se je kralj spravil s svojim zetom in mu za doto podelil naslov grofa in pripadajoče fevdalne posesti.
Frankovski kralji so sprva varovali severno mejo svojega kraljestva pred napadi Vikingov. Kasnejšo krizo so izkoristili grofje in k svoji grofiji priključili opustošena okoliška ozemlja.  Svojo oblast so iz prvotnega flandrijskega pagusa z leti razširiki na vsa ozemlja južno in zahodno od Šelde, vključno s sedanjim gospostvom Amts, Zelandsko Flandrijo in Aalst na vzhodu in grofijo Artois na jugu. Slednja je ostala del Flandrije do osamosvojitve leta 1237. Kasneje je bila še nekaj krat pod flandrijsko oblastjo, dokler je ni absorbirala francoska krona.

### Razcvet (1071-1278)
Grofje iz Flandrijske dinastije so se obdržali na oblasti do leta 1119, ko je Balduin VII. Flandrijski umrl brez naslednika. Grofijo je nasledil Karel Dobri iz danske Estridsonske dinastije.  Po kratkem medvladju Viljema Klitona Normandijskega (1127-1128) je grofija prišla v posest  Thierryja Alzaškega. Med njegovo vladavino (1128-1168) in vladavino njegovega naslednika Filipa Alzaškega (1157-1191) sta Flandriji začela rasti pomembnost in moč.
V drugi polovici 12. stoletja je Filip Alzaški uspel k Flandriji kot dediščino svoje žene priključiti  grofijo Vermandois in v Flandriji  se je začelo obdobje velike blaginje.  Meja grofije je bila samo petindvajset kilometrov oddaljena od Pariza, njeno ozemlje pa je bilo večje od ozemlja, ki je bilo v neposredni fevdalni lasti  francoskega kralja. 
Med vladavino Alzaške dinastije so se razvila nova mesta in institucije. Filip je ustanovil pristanišča Gravelines, Nieuwpoort, Damme, Biervliet, Dunkirk in Mardijk, njegov brat  Matej pa Calais.  Pristanišča so bile zgrajena tako, da so tudi zmanjševala odlaganje mulja v rekah  Aa, Yser in Zwin, ki je oviral plovbo do Saint-Omerja,Ypresa in Brugesa. Biervliet je bil zgrajen tudi kot  tudi udarec na nizozemsko konkurenco.
Med flandrijskimi trgovskimi partnerki so bili Anglija, baltske države, francoske prekomorske posesti, Porenje in Italija. Za razvoj flandrijske  tekstilne industrije je bilo najpomembnejše trgovanje z angleško volno. Bogastvo flandrijskih mest dokazujejo zvoniki in veleblagovnice, ki so se pogosto razvile iz suknarn. Pomembno je bili tudi trgovanje z žitom, predvsem z Anglijo. Saint-Omer je v 12. stoletju postal najpomembnejše tranzitno pristanišče za francosko vino. V tem času so bila flandrijska trgovska mesta med najbolj urbaniziranimi deli Evrope.
Leta 1194 je Alzaško dinastijo nasledil Balduin I. Konstantinopelski iz Hainautske dinastije.

### Kriza 14. stoletja (1278-1384)
Leta 1278 je flandrijski grof postal Guy Dampierski iz Dampierske rodbine. Francoski kralj je želel dokončno podjarmiti Flandrijo in leta 1297 sprožil francosko-flandrijsko vojno, ki je trajala do leta 1305. Močna flandrijska mesta so uspela ustaviti francoski napad in leta 1302 poraziti Francoze  v bitki pri Zlatih ostrogah. Sledil je flandrijski poraz v bitki pri Mons-en-Pévèleu, njemu pa podpis mirovne pogodbe v Athis-sur-Orge leta 1305.  Flandrija je morala Franciji prepustiti  Lille, Douai in Orchies in plačati pretirano visoko globo, vendar je obdržala svojo neodvisnost kot fevd francoske krone. V tem obdobju je bila Flandrija zaradi močne tekstilne industrije in drugih obrti še vedno relativno bogata. 
Naslednje stoletje je njena blaginja usahnila. Glavni vzroki za to so  bili velik padec števila prebivalstva v Evropi zaradi črne smrti leta 1348, prekinitve trgovanja zaradi angleško-francoske stoletne vojne (1338–1453) in rast tekstilne industrije v Angliji. Flandrijski tkalci so v 12. stoletju odšli v Worstead in North Walsham v Norfolku in tam vpeljali volnarsko industrijo. 

### Burgundsko 15. stoletje (1384-1506)
S poroko Margarete Dampierske z burgundskim vojvodom Filipom Drznim leta 1369 se je neodvisnost Flandrije končala. Postala je posest Valoiško-Burgundske dinastije, ki je vladala v Burgundskem vojvodstvu .  Leta 1449 se je Gent uprl vojvodi Filipu Dobremu in bil leta 1453 v bitki pri Gaveru poražen.
Mesti Gent in Bruges, ki sta bili pred tem nekakšni mestni državi, sta po smrti vojvode Karla Drznega poskušali ponovno doseči svoj položaj z Velikim privilegijem, ki sta ga dobili Karlove hčerke in naslednice Marije Burgundske. Leta 1482 Marija kot zadnja vojvodinja iz Burgundske dinastije umrla. Nasledila sta jo njen mladoletni sin Filip I. Kastiljski iz Habsburške dinastije in Maksimiljan I. Avstrijski kot njegov regent. Flandrijska mesta so zatem se še dvakrat uprla, potem pa so jih dokončno podjarmile vojske Svetega rimskega cesarstva.
Leta 1493 je bil s Senliško pogodbo sklenjen mir med Francijo in Habsburžani, s katero je Flandrija pripadla Svetemu rimskemu cesarstvu.

### Sedemnajst provinc (1506-1598)
Pod cesarjem Karlom V., rojenim v Gentu, je Flandrija postala članica Burgundskega kroga in se zapletla v gelderske vojne, ki so trajale  od leta 1502 do 1543. S Pragmatično sankcijo iz leta 1549 se je Grofija Flandrija uradno odcepila od Francije in postala samostojno ozemlje znotraj Svetega rimskega cesarstva.  Z ustanovitvenim aktom je postala ena od Sedemnajst provinc, ki so tvorile Nizozemsko. Unijo so z ustanovitvenim aktom razglasili za celoto, ki se ob dedovanju ne sme deliti.
Nizozemska je imela  v Svetem rimskem cesarstvu pomembno vlogo. Za Karla osebno je bila dežela, v kateri je preživel svoje otroštvo, za državno blagajno pa so bili pomembni njena  industrija, trgovina in bogata mesta. Oblast v grofiji  se je s Filipom II. Španskim prenesla na špansko vejo Habsburžanov in Flandrija je po letu 1556 pripadla Španskemu kraljestvu.
V Steenvoordu  v Francoski Flandriji  se je leta  1566 izbruhnil ikonoklazem, ki se je razširil čez celo Nizozemsko in nazadnje prerasel v osemdesetletno nizozemsko osamosvojitveno vojno (1568-1648 s premirjem 1609-1621), po kateri je Španija z mirovno pogodbo priznala neodvisnost Nizozemske republike.
Flandrija je na začetku kot članica Utrechtske zveze sodelovala s severnimi provincami in leta 1581 celo podpisala  Listino o odpovedi, potem pa jo je v obdobju,  znanem kot Gentska (kalvinistična) republika, podjarmila španska vojska. 

### Špansko 17. stoletje (1598-1713)
Flandrija je po osemdesetletni vojni ostala pod špansko oblastjo. Francoski kralj Ludvik XIV. je uspel južne dele Flandrije, kasneje znane kot Francoska Flandrija,  priključiti k svojemu kraljestvu. Priključitev so formalizirali z Nijmegensko pogodbo leta 1678. 

### Avstrijsko 18. stoletje (1713-1789)
Po izumrtju španske veje Habsburžanov so flandrijski grofje postali avstrijski Habsburžani.  Med vladavino Marije Terezije je Avstrijska Nizozemska ponovno zacvetela.

### Zadnja leta (1789-1795)
Leta 1790 je v grofiji Flandriji in provinci Zahodni Flandriji izbruhnila revolucija proti cesarju Jožefu II.. Flandrija je, tako kot drugi deli Nizozemske, razglasila svojo neodvisnost. Razglasitev je potekala 4 januarja 1790 na Petkovi tržnici v Gentu. Flandrijski manifest sta podpisala  sodnik Charles-Joseph de Graeve in politik  Jean-Joseph Raepsaet.
Grofija je bila uradno ukinjena leta 1795, ko je bila priključena k Franciji in razdeljena na departmaja Lys (sedanja Zahodna Flandrija) in Escaut (sedanja Vzhodna Flandrija in Zelandska Flandrija). 
Po francoski revoluciji grofija ni bila obnovljena. Oba departmaja sta postala provinci Vzhodna in Zahodna Flandrija v Združenem nizozemskem kraljestvu. Po belgijski revoluciji (1830-1831) ste pripadli Belgiji.

## Naslov flandrijskega grofa
Naslov flandrijskega grofa so si po leto 1840 lastili belgijski monarhi. Naslov so podeljevali drugemu v nasledstveni liniji belgijskega prestole. Naslov je bil  ukinjen  s kraljevim odlokom 16. oktobra 2001.